# حزانو
حزانو بلدة في منطقة إدلب في محافظة إدلب في سورية.
يبلغ عدد سكانها خمسة آلاف نسمة، يعمل معظمهم بالزراعة وتشتهر بحقولها الخضراء وأشجار الزيتون، وهي قرية ذات طبيعة خلابة درجة حرارتها بالصيف 36 درجة. كما أنها تتميز بنسبة التعليم العالية فيها وفيها عدد كبير من الأطباء والمهندسين والمعلمين حيث أن معظمهم هاجر خارج القطر نتيجة الأوضاع الاقتصادية الصعبة. ينتسب جميع أبناء بلدة حزانو للدين الإسلامي ويتبعون المذهب السني.

## دورها في الثورة السورية 2011
كان لها دور كبير في ثورة الشعب السوري ضد بشار الأسد حيث قامت فيها أول مظاهرة بتاريخ 15/04/2011 وسرعان ما انضم معظم أبنائها إلى ركب الثورة واحتضنت العديد من كتائب الجيش السوري الحر كما انضم أبناؤها إلى هذا الجيش، وقدمت العديد من الشهداء حيث تم اقتحامها بالدبابات والطائرات من قبل جيش الأسد بتاريخ 05/04/2012 وقامو بإحراقها عن بكرة أبيها.